# Regionalwahl im Aostatal 1998
- FdV: 3
- DS: 3
- FA: 4
- UV: 17
- AUT: 5
- FI: 3

Die Regionalwahl im Aostatal 1998 fand am 31. Mai statt und war die erste Wahl in der sogenannten „Zweiten Republik“. Die Überreste des Pentapartito gingen in Autonomistes und Fédération Autonomiste auf.

## Ergebnis
| Listen                                                   | Listen                               | Stimmen | %    | Mandate |
| -------------------------------------------------------- | ------------------------------------ | ------- | ---- | ------- |
|                                                          | Union Valdôtaine                     | 33.311  | 42,6 | 17      |
| Unione Walser – Union pour les Walser – Union für Walser | 569                                  | 0,7     | –    |         |
| ↳ Gesamt                                                 | 33.880                               | 43,3    | 17   |         |
|                                                          | Autonomistes                         | 10.044  | 12,8 | 5       |
|                                                          | Fédération Autonomiste – CCD – CDU   | 7.561   | 9,7  | 4       |
| Insieme – Ensemble – Zusammen                            | 425                                  | 0,5     | –    |         |
| ↳ Gesamt                                                 | 7.986                                | 10,2    | 4    |         |
|                                                          | Democratici di Sinistra              | 6.455   | 8,2  | 3       |
|                                                          | Federazione dei Verdi                | 5.323   | 6,8  | 3       |
|                                                          | Forza Italia                         | 5.088   | 6,5  | 3       |
|                                                          | Partito della Rifondazione Comunista | 3.760   | 4,8  | –       |
|                                                          | Lega Nord                            | 2.653   | 3,4  | –       |
|                                                          | Alleanza Nazionale                   | 2.237   | 2,9  | –       |
|                                                          | Independantistes valdotains          | 828     | 1,1  | –       |
| Gesamt                                                   | Gesamt                               | 78.254  | 100  | 35      |
|                                                          |                                      |         |      |         |
| Ungültige Stimmen                                        | Ungültige Stimmen                    | 4.820   | –    |         |
| Wähler                                                   | Wähler                               | 83.074  | 81,9 |         |
| Wahlberechtigte                                          | Wahlberechtigte                      | 101.392 |      |         |
|                                                          |                                      |         |      |         |
| Quelle: Istituto Cattaneo                                |                                      |         |      |         |